# Fra Filippo Lippi

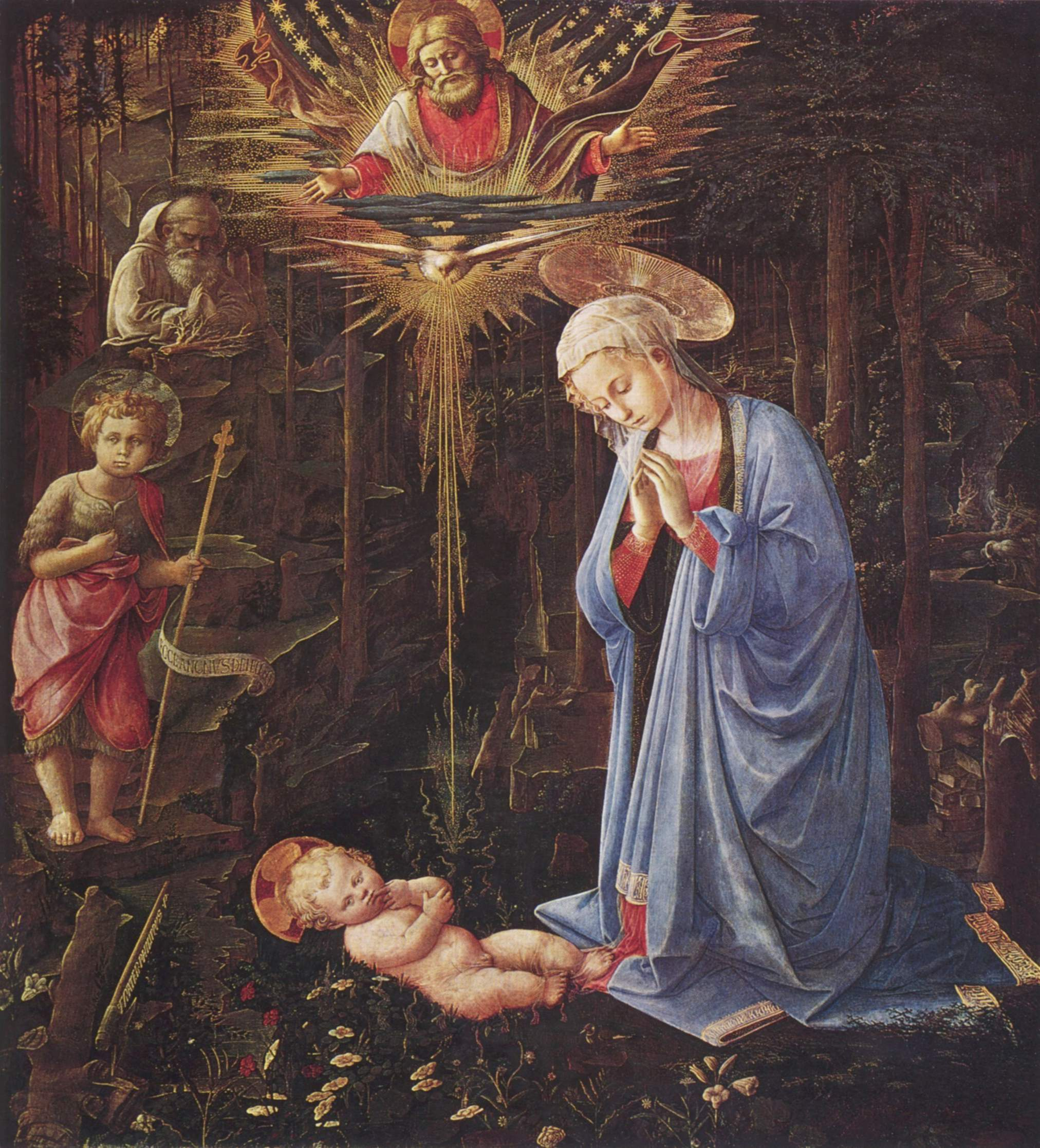
Adoracja, Staatliche Museen, Berlin

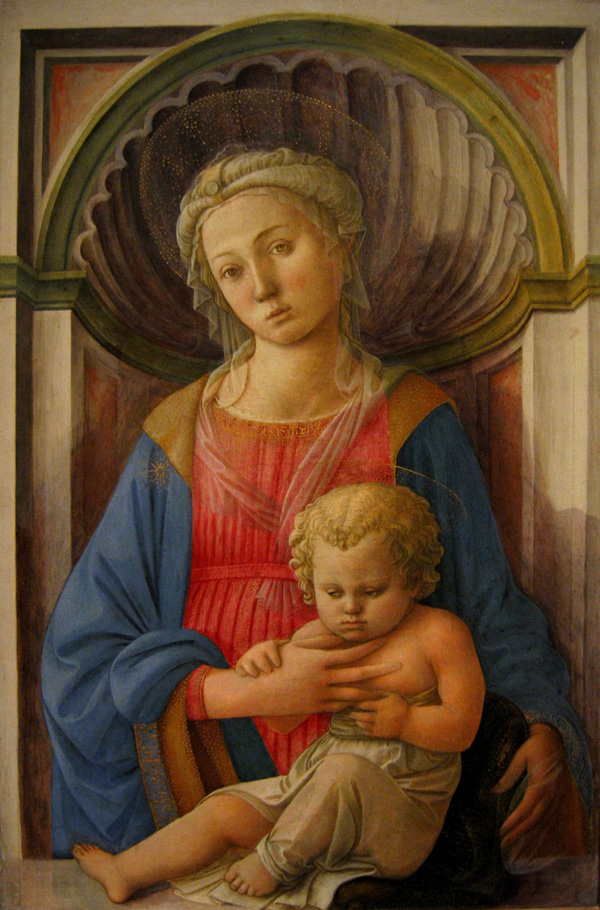
Madonna z Dzieciątkiem, 1440-45, National Gallery of Art w Waszyngtonie

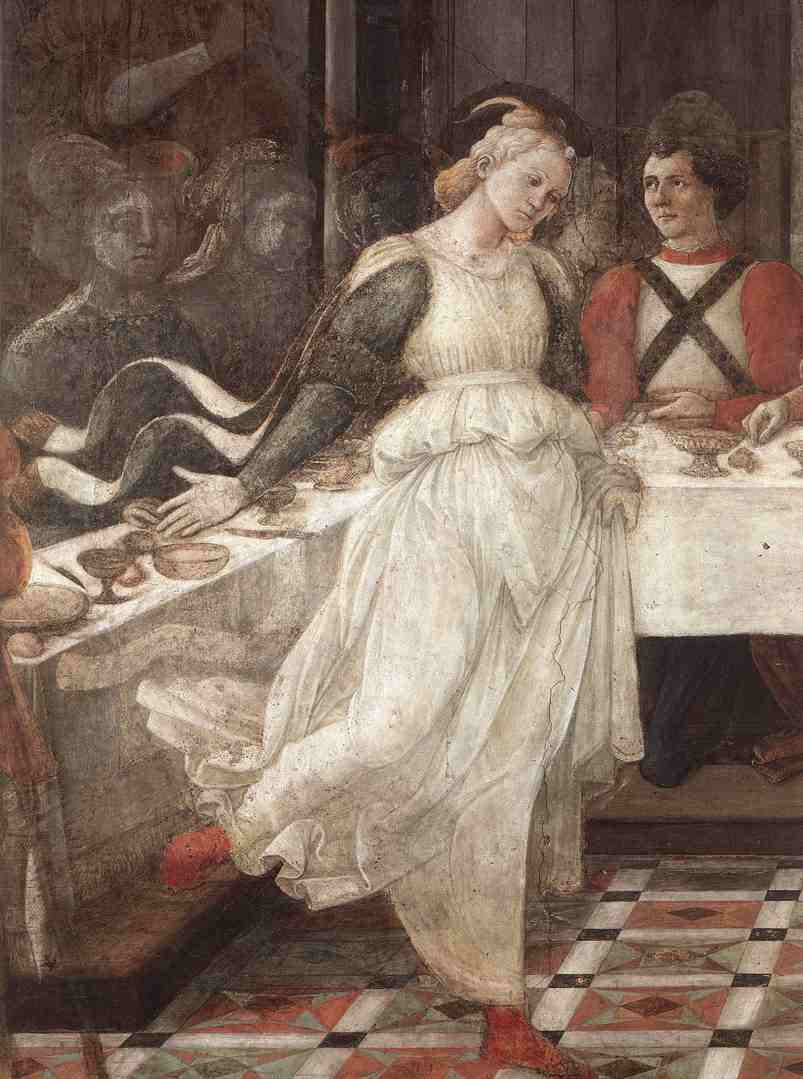
Salome (fragment Uczty u Heroda), ok. 1452-67, Prato

Fra Filippo Lippi (ur. 1406, zm. 8 października 1469) – renesansowy włoski malarz doby quattrocenta, działający głównie we Florencji. Mnich zakonu karmelitów.
Będąc sierotą, w wieku 8 lat został przygarnięty przez klasztor karmelitów Santa Maria del Carmine we Florencji. 18 czerwca 1421 roku złożył śluby zakonne jako najmłodszy spośród nowicjuszy (miał wówczas około 15 lat). Fra Filippo Lippi popadł jednak w konflikt z zakonem, a nawet wywołał skandal. Nawiązał romans z zakonnicą Lukrecją Buti, która urodziła mu syna, przyszłego malarza Filippino Lippiego. Papież zwolnił go ze ślubów i Filippo Lippi mógł się z nią ożenić.
Jego dzieła charakteryzowały się spokojem, łagodnym modelunkiem i subtelnym światłem. Postacie są pełne wdzięku elegancji. W tle architektura lub pejzaż.
We wczesnym okresie, ok. 1430, malarz stworzył dwie wersje Adoracji (dziś w Galeria Uffizi), w których główną scenę umieścił na tle pejzażu. Co istotne, Dzieciątko ukazał w sposób realistyczny i zgodny z proporcjami. Później powstała trzecia Adoracja, pierwotnie przeznaczona do kaplicy Medyceuszy w Palazzo Medici i będąca celem pochodu Trzech Króli, namalowanego na ścianach przez Benozza Gozzoli.
W 1437 roku Filippo Lippi stworzył istotne dla swojej kariery dzieła: rozpoczął ołtarz Barbadoniego z Madonną z dzieciątkiem, aniołami i świętymi oraz namalował Madonnę z Tarquinii – obraz nowatorski z ikonograficznego punktu widzenia. Klasyczny temat Madonny z Dzieciątkiem został potraktowany bardzo emocjonalnie i po raz pierwszy w malarstwie włoskim pojawił się we wnętrzu mieszkalnym, podkreślając ludzką naturę Maryi i Jezusa.
Około 1440 powstała jedna z kilku wersji Zwiastowania (dla kościoła San Lorenzo we Florencji), również ujęta w sposób niecodzienny. Oto bowiem, oprócz pary głównych bohaterów tego wydarzenia, Lippi ukazał dwóch aniołów, pod względem kompozycyjnym tworzących przeciwwagę dla rozgrywającej się z prawej strony właściwej sceny. Prawdopodobnie obraz stanowił dwa skrzydła i dla zachowania jedności przedstawienia, artysta przesunął zwiastowanie na skrzydło prawe, a na lewym dodał anioły.
W latach 1452–1467 malarz ozdobił freskami kościół (dziś katedrę) św. Stefana w Prato. Malowidła ukazują sceny z życia św. Szczepana i Jana Chrzciciela. Cykl Jana Chrzciciela przedstawia jego narodziny, nadanie imienia, pożegnanie z rodzicami, kazanie na pustyni i ucztę u Heroda. Ta ostatnie scena rozgrywa się w sali przy ustawionych w podkowę stołach. Zasiadający goście, wraz z Herodem, podziwiają tańczącą Salome, ubraną w białą suknię. Z lewej strony fresku przedstawiony jest kolejny epizod – Salome odbiera głowę Jana Chrzciciela. Na skraju z prawej głowę pokazuje swojej matce Herodiadzie.

## Dzieła artysty
- Madonna z Dzieciątkiem i świętymi –  1430 Panel, 43,7 × 34,3 cm, Museo Diocesano, Empoli
- Madonna i Dzieciątko (Madonna z Tarquinii)  1437, Tempera na panelu, 151 × 66 cm, Galleria Nazionale d’Arte Antica, Rzym
- Madonna z Dzieciątkiem ze świętymi i aniołami - 1437, panel, 208 × 244 cm, Luwr, Paryż
- Święty Hieronim na pustkowiu - 1439, tempera na panelu, 54 × 37 cm, Staatliches Lindenau Museum, Altenburg
- Zwiastowanie z dwoma ofiarodawcami - 1440, olej na panelu, 155 × 144 cm, Galleria Nazionale d’Arte Antica, Rzym
- Madonna z Dzieciątkiem  – 1440 – 1445, National Gallery of Art w Waszyngtonie
- Zwiastowanie - (1443-1450) deska, 203 × 185.3 cm, Stara Pinakoteka Monachium
- Zwiastowanie - 1445 – 1450, olej na panelu, 117 × 173 cm, Galleria Doria Pamphilj
- Zwiastowanie –  1450 – 1453, National Gallery w Londynie
- Sceny z życia św. Szczepana oraz św. Jana Chrzciciela - 1452 – 1466, freski, Katedra w Prato
- Madonna z Dzieciątkiem i sceny z życia Maryi - 1452 panel, średnica 135 cm, Palazzo Pitti, Florencja
- Madonna del Ceppo - 1452 – 1453, panel, 187 × 120 cm, Museo Civico, Prato
- Adoracja ze św. Janem i św. Bernardem – 1459, tempera na desce 127 × 116 cm, Gemäldegalerie, Berlin
- Uczta u Heroda - ok. 1452 – 1466, fresk, Katedra w Prato
- Madonna z Dzieciątkiem –  ok. 1465 tempera na desce 76,3 × 54,2 Stara Pinakoteka
- Matka Boska z Dzieciątkiem i aniołami – ok. 1465 tempera na desce 93 × 62,5 cm Galeria Uffizi